# Liste d'as de l'aviation
Pour les articles homonymes, voir as.

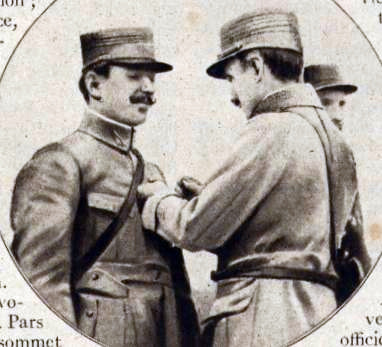
Le "premier As", Adolphe Pegoud après avoir reçu sa Croix de Guerre.

Le statut d'as de l'aviation s'obtient en principe au bout de cinq victoires en combat aérien et ce en référence au nombre de signes sur la carte à jouer « As ». Mais ce comptage ne prend pas en compte les victoires « probables » (la victoire n'a pas été confirmée par d'autres observateurs que le pilote), ou bien les enregistre comme une demi-victoire.
Il est difficile de comparer les scores d'un pays à l'autre car les critères d'homologation sont différents (voir l'article « victoire aérienne »). C'est vrai aussi d'une guerre à l'autre : ainsi, les critères d'homologation en France ont considérablement changé entre la Première et la Seconde Guerre mondiale. En ce qui concerne les listes suivantes, seuls sont pris en compte les cinq meilleurs As par nation et conflit. Des listes plus complètes et plus étoffées sont données dans des articles inscrits, en bas de page, comme Articles connexes.

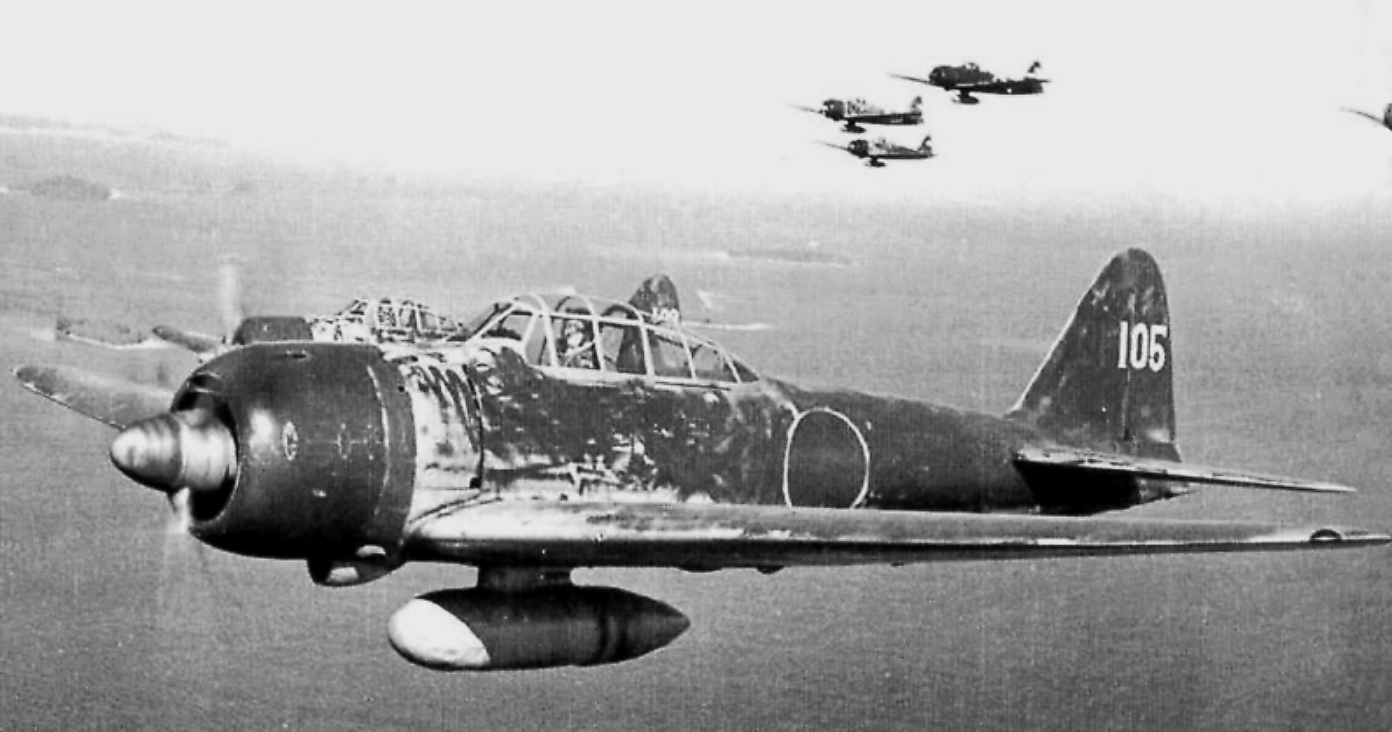
As de l'aéronavale japonaise, Hiroyoshi Nishizawa survole en 1943 les Îles Salomon à bord de son Mitsubishi A6M3. Après la bataille des Salomon orientales, l'aviation japonaise opère encore dans ce secteur du Pacifique.

## As de la Première Guerre mondiale (1914-1918)

### Empires centraux

#### As allemands
| Nom                             | Grade        | Victoires | Remarques                                                                      |
| ------------------------------- | ------------ | --------- | ------------------------------------------------------------------------------ |
| Manfred Freiherr von Richthofen | Hauptmann    | 80        | Dit « le Baron rouge ». Tué le 21 avril 1918.                                  |
| Ernst Udet                      | Oberleutnant | 62        |                                                                                |
| Erich Löwenhardt                | Oberleutnant | 53        | Tué le 10 août 1918.                                                           |
| Josef Jacobs                    | Hauptmann    | 48        |                                                                                |
| Werner Voss                     | Oberleutnant | 48        | Tué le 23 septembre 1917.                                                      |
| Lothar von Richthofen           | Oberleutnant | 40        |                                                                                |
| Oswald Boelcke                  | Hauptmann    | 40        | Tué le 28 octobre 1916.                                                        |
| Kurt Wolff                      | Oberleutnant | 33        | Tué le 15 septembre 1917.                                                      |
| Karl Emil Schäfer               | Leutnant     | 30        | Tué le 5 juin 1917.                                                            |
| Karl Almenröder                 | Leutnant     | 30        | Tué le 27 juin 1917.                                                           |
| Gerhard Fieseler                |              | 20        | Fondateur des usines aéronautiques Fieseler.                                   |
| Hermann Goering                 |              | 22        | Titulaire de l'ordre Pour le Mérite. Futur Reichsmarschall du Troisième Reich. |
| Kurt Wintgens                   | Leutnant     | 18        | Tué le 25 novembre 1916.                                                       |
| Max Immelmann                   | Oberleutnant | 17        | Tué le 18 juin 1916. Premier pilote à recevoir la médaille Pour le Mérite.     |

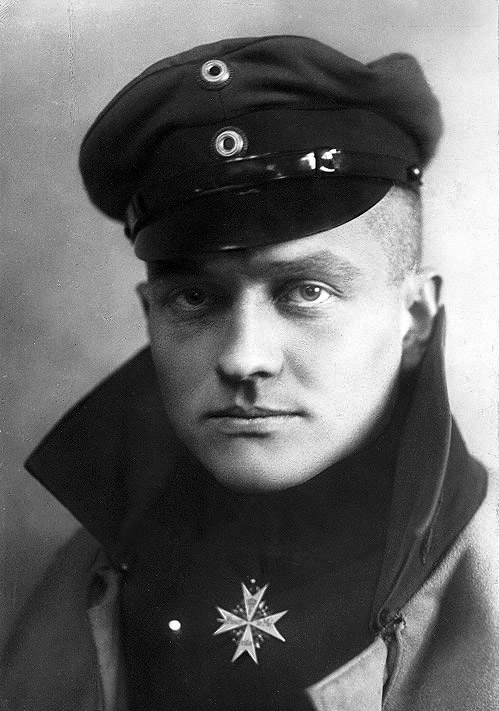
Manfred von Richthofen, dit « le Baron rouge ». Son palmarès est l'un des plus fournis de la Grande Guerre.

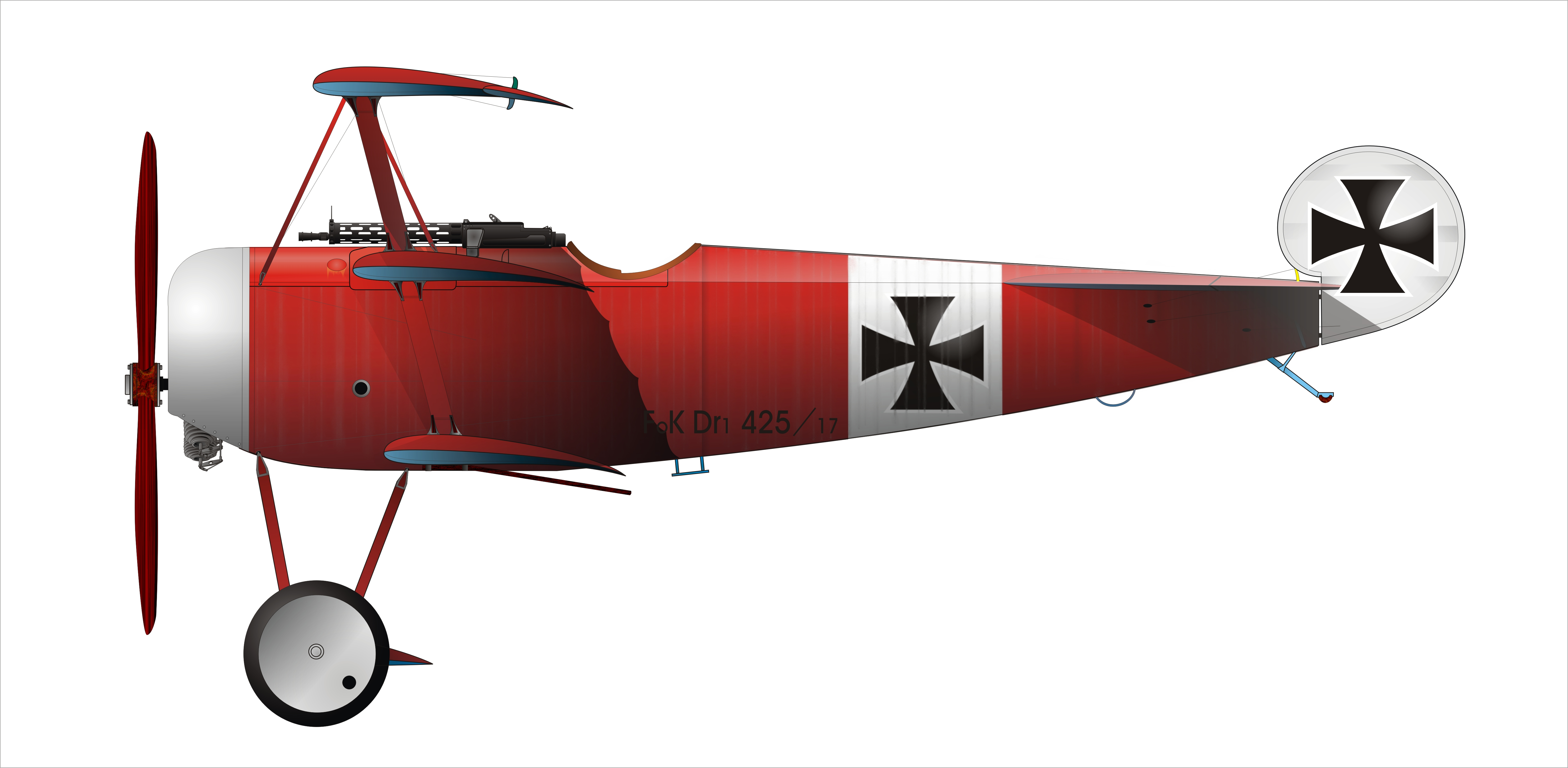
Le Fokker Dr.I du Baron rouge.

Trois cent quatre-vingt-treize aviateurs allemands ont revendiqué au moins cinq victoires pendant la Grande Guerre. Le système d'homologation des victoires de l'armée allemande est, avec le système français, l'un des plus rigoureux de tous les belligérants, comme le prouvent les recherches récentes entreprises en vérifiant les pertes correspondantes dans les aviations ennemies.

#### As austro-hongrois
| Nom                  | Victoires | Remarques              |
| -------------------- | --------- | ---------------------- |
| Godwin Brumowski     | 40        |                        |
| Julius Arigi         | 32        |                        |
| Frank Linke-Crawford | 30        | Tué le 31 juillet 1918 |
| Benno Fiala          | 29        |                        |
| Josef Kiss           | 19        | Tué le 25 mai 1918     |
| Gottfried Banfield   | 9+15 NH   |                        |

NH = non homologuées.
Quarante-neuf pilotes ressortissants de l'empire austro-hongrois ont atteint le rang d'as pendant la Grande Guerre.

#### Turquie, Bulgarie
Aucun pilote de ces nations entrées en guerre du côté des empires centraux n'a pu obtenir le rang d'as.

### Pays de l'Entente

#### As français
| Nom               | Grade           | Victoires  | Remarques                                             |
| ----------------- | --------------- | ---------- | ----------------------------------------------------- |
| René Fonck        | Capitaine       | 75 + 32 NH | surnommé la « Cigogne Blanche »                       |
| Georges Guynemer  | Capitaine       | 53 + 35 NH | tué le 11 septembre 1917                              |
| Charles Nungesser | Capitaine       | 43 + 15 NH | disparu aux commandes de l'Oiseau blanc le 8 mai 1927 |
| Georges Madon     | Capitaine       | 41 + 64 NH |                                                       |
| Maurice Boyau     | Sous-lieutenant | 35 + 2 NH  | tué le 16 septembre 1918                              |
| Michel Coiffard   | Lieutenant      | 34 + 5 NH  | mort des suites de ses blessures le 29 octobre 1918   |

NH = non homologuées.

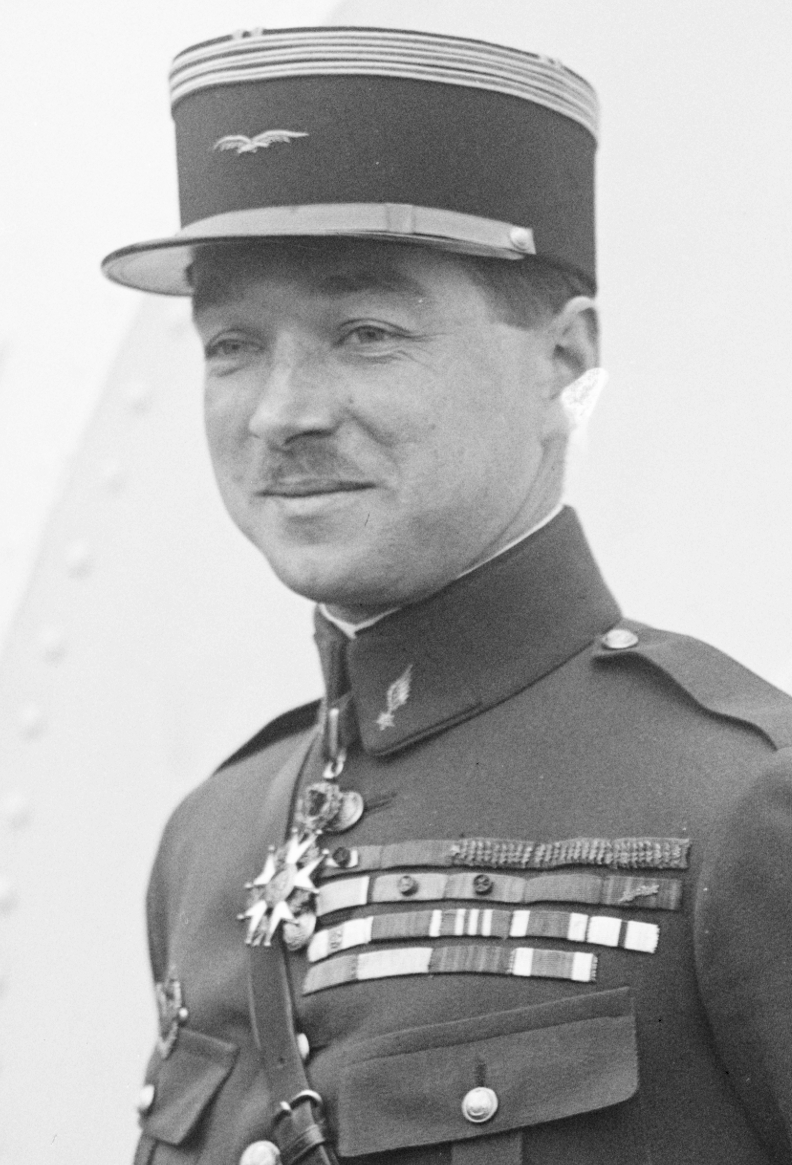
René Fonck, As des As français et le 1er ou 2e As mondial (selon le système d'homologation utilisé).

L'aviation française a compté 175 as de nationalité française dans ses rangs pendant la Grande Guerre, plus quelques pilotes américains (six) et russes (deux) ainsi qu'un Suisse ayant servi dans ses escadrilles et atteint le rang d'as. Sur les cent-soixante-quinze as français, trente-trois sont morts au combat pendant la guerre et sept autres par accident de vol. Vingt-trois autres ont été tués après la guerre dans des accidents d'avion ainsi qu'un autre tué en combat aérien durant la Seconde Guerre mondiale. Ces hommes, qui représentent moins de 3 % des pilotes de chasse formés en France, ont totalisé près de la moitié des victoires homologuées, plus précisément 1 263 victoires homologuées sur un total général revendiqué de 2 818.
Le système d'homologation de victoire français était le plus strict de tous les belligérants, il nécessitait soit que l'appareil abattu tombe du côté allié de la ligne de front soit qu'il tombe dans les lignes ennemies mais confirmé par au minimum deux témoins au sol. Ceci explique la différence importante entre les victoires homologuées et les victoires probables, notamment chez les pilotes comme Fonck, Guynemer, Madon ou Dorme.

#### As du Commonwealth
| Nom                      | Victoires | Nationalité  |
| ------------------------ | --------- | ------------ |
| William Bishop           | 72        | canadien     |
| Edward Mannock           | 68        | britannique  |
| Raymond Collishaw        | 62        | canadien     |
| James McCudden           | 57        | britannique  |
| Andrew Beauchamp-Proctor | 54        | sud-africain |
| William George Barker    | 50        | canadien     |
| Arthur Roy Brown         | 10        | canadien     |
| Roy Phillipps            | 15        | australien   |

1 031 aviateurs de l'empire britannique ont revendiqué au moins cinq victoires, soit plus que toute autre nation. Néanmoins, le système d'homologation des victoires en cours dans l'armée britannique était beaucoup plus laxiste que celui des autres belligérants. Ainsi un avion ennemi laissé en vrille ou tout simplement mis en fuite était considéré comme une victoire (« Out of control »), contrairement aux systèmes en vigueur chez les Allemands, Français ou Italiens qui exigeaient des preuves de la destruction de l'appareil ennemi (restes de l'appareil abattu retrouvés, témoignages multiples de sa chute exigés…)

#### As américains
| Nom                    | Armée de l'Air | Victoires homologuées |
| ---------------------- | -------------- | --------------------- |
| Edward.V. Rickenbacker | USAAF          | 26                    |
| W.C. Lambert           | RFC-RAF        | 22                    |
| Frank Luke             | USAAF          | 18                    |
| August Iaccaci         | RFC-RAF        | 18                    |
| Raoul Gervais Lufbery  | AM-USAS        | 17                    |
| David Putnam           | AM-USAS        | 13+16 NH              |
| Franck Baylies         | AM             | 12                    |
| James Alfred Keating   | RAF            | 6                     |

123 pilotes américains atteignirent le rang d'as pendant la Première Guerre mondiale. Des citoyens américains se battirent au sein du Royal Flying Corps britannique ou de l'Aéronautique militaire française, avant de rejoindre l'United States Army Air Service. Le palmarès des pilotes ayant servi dans les unités britanniques est soumis aux mêmes remarques que les pilotes du Commonwealth.

#### As italiens
| Nom                     | Victoires | Remarques                  |
| ----------------------- | --------- | -------------------------- |
| Francesco Baracca       | 34        | Tué le 19 juin 1918        |
| Flavio Baracchini (en)  | 31        | 1re mission printemps 1917 |
| Silvio Scaroni          | 26        |                            |
| Pier Piccio             | 24        |                            |
| Fulco Ruffo di Calabria | 20        |                            |

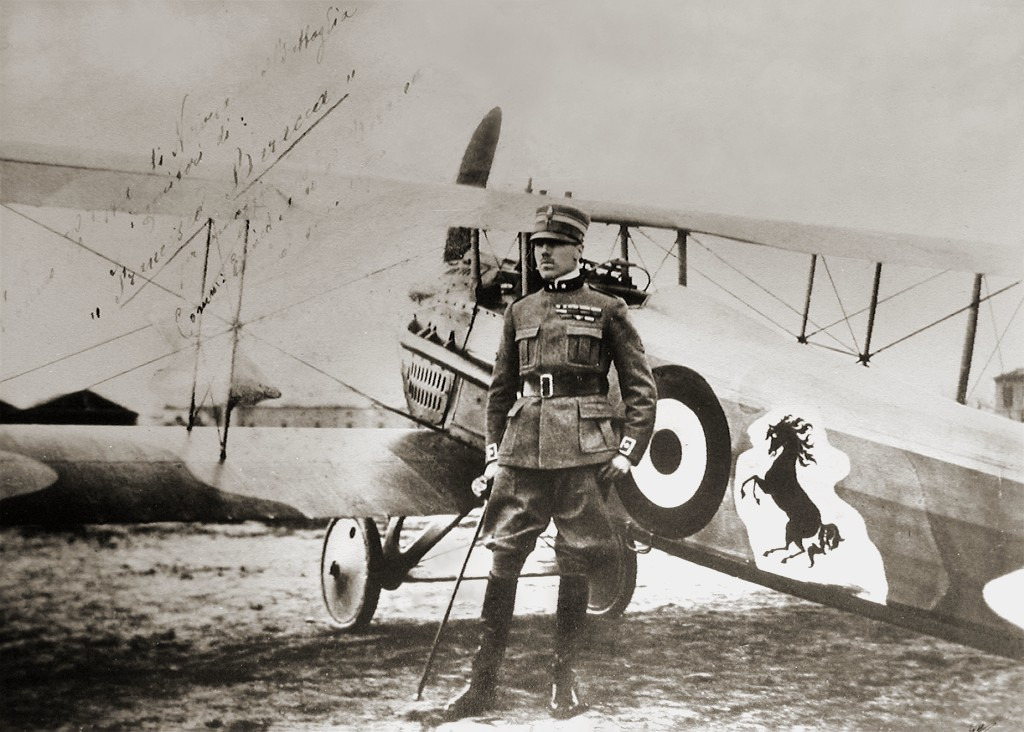
Francesco Baracca, le meilleur pilote de chasse italien de la Première Guerre mondiale. Il est tué au combat à l'âge de 30 ans.

44 pilotes italiens ont remporté le titre d'as pendant la Première Guerre mondiale. Toutes les revendications de victoires des aviateurs italiens ont été vérifiées après la guerre par les autorités militaires italiennes qui ont examiné les archives autrichiennes : certains palmarès ont été revus à la baisse. Il en résulte une très grande précision des victoires des aviateurs italiens. Une recherche effectuée récemment a même démontré un tableau de chasse inférieur à la réalité (34 au lieu de 36) en ce qui concerne le premier d'entre eux, Francesco Baracca.

#### As russes
| Nom                      | Victoires | Remarques                                                                                  |
| ------------------------ | --------- | ------------------------------------------------------------------------------------------ |
| Alexandre Kazakov        | 32+       | Armée de l'air impériale russe / Royal Flying Corps                                        |
| Vassili Iantchenko       | 16        | Armée de l'air impériale russe / Armée des volontaires                                     |
| Paul d'Argueef           | 15+       | Armée impériale russe / Armée de l'air impériale russe / Armée de l'Air / Légion étrangère |
| Alexander P. de Seversky | 13        | Aéronavale / A fondé Republic Aircraft qui a construit le chasseur P-47 Thunderbolt        |
| Ivan Smirnov             | 12        |                                                                                            |
| Mikhaïl Safonov (en)     | 11        |                                                                                            |

Dix-neuf pilotes russes ont revendiqué au moins cinq victoires, dont deux alors qu'ils servaient dans des unités françaises.

#### As belges
| Nom                   | Grade           | Victoires  | Remarques |
| --------------------- | --------------- | ---------- | --------- |
| Willy Coppens         | Capitaine       | 37 + 6 NH  |           |
| André de Meulemeester | Sous-lieutenant | 11 + 19 NH |           |
| Edmond Thieffry       | Sous-lieutenant | 10 + 5 NH  |           |
| Fernand Jacquet       | Capitaine       | 7 + 9 NH   |           |
| Jan Olieslagers       | Lieutenant      | 6 + 17 NH  |           |

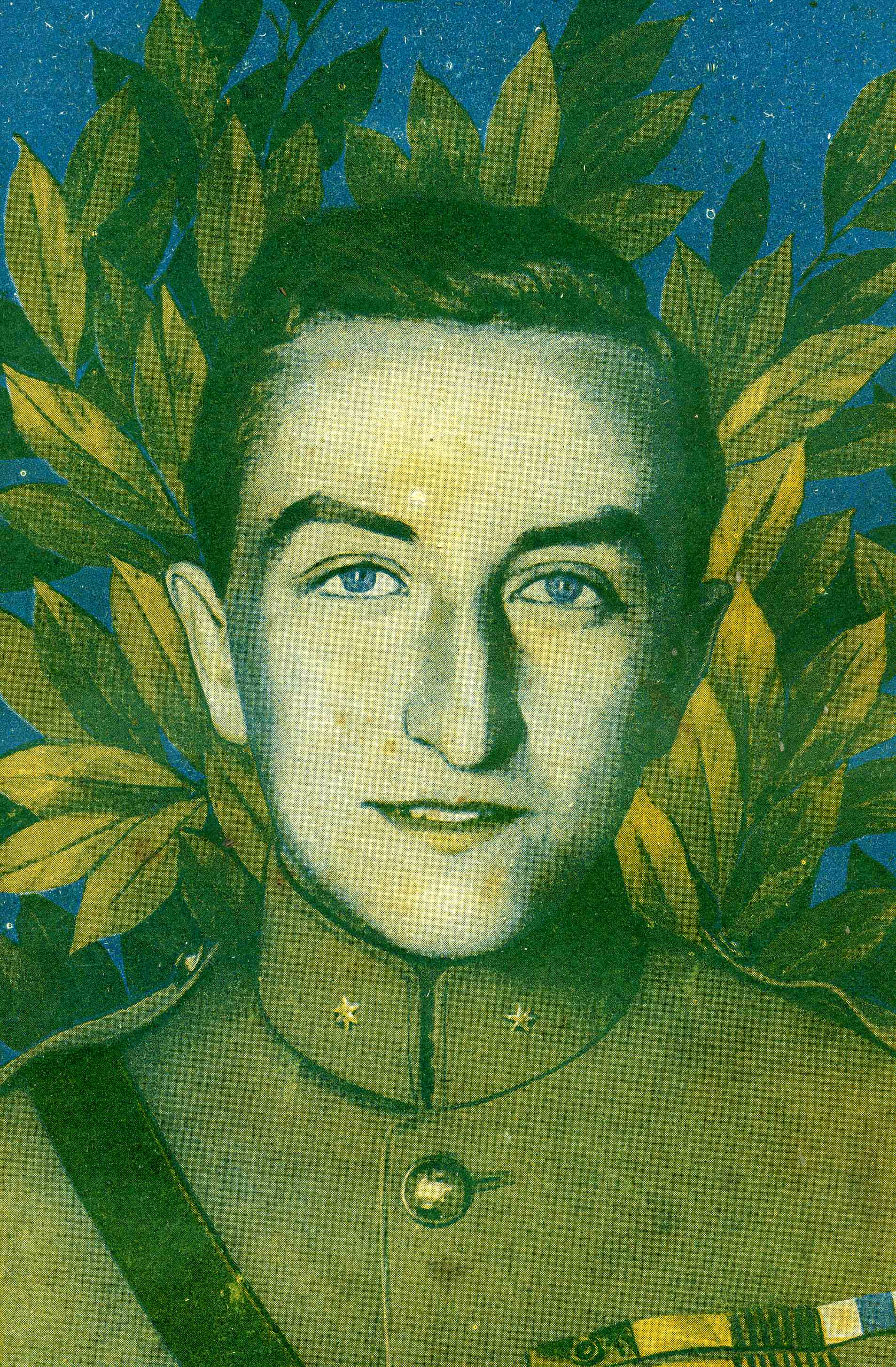
Willy Coppens en 1918.

La liste ci-dessus est exhaustive, la petite force aérienne belge ayant compté cinq as dans ses rangs. Adolphe du Bois d'Aische, parfois cité comme un as belge, était de nationalité française pendant la Grande Guerre.

#### As grecs
| Nom                 | Victoires |
| ------------------- | --------- |
| Aristide Moraitinis | 9         |

L'aviation grecque comportait quatre escadrilles sous les ordres des forces françaises, engagées en Macédoine, ainsi que d'autres unités dépendant de l'aviation britannique et faisant face à la Turquie. C'est dans l'une de ces unités que servit le commandant Moraitinis.

#### As roumains
| Nom               | Victoires |
| ----------------- | --------- |
| Dumitru Bădulescu | 5 + 3 NH  |

La Roumanie n'avait qu'un seul as officiel.

#### Serbie, Monténégro, Portugal, Japon, Chine
Aucun pilote de ces nations n'atteint le rang d'as, bien que plusieurs d'entre eux aient remporté quelques victoires aériennes pendant la Grande Guerre. Beaucoup furent néanmoins considérés comme des héros de guerre comme l'aviateur portugais Oscar Monteiro Torres.

## As de l'Entre-deux-guerres (1919-1939)
Forgé pendant la Première Guerre mondiale, le terme d'as connaît une postérité importante dans la culture populaire comme dans les armées mondiales après 1919.

### Guerre civile d'Espagne (1936-1939)

#### As républicains

##### As espagnols républicains
| Nom                  | Victoires |
| -------------------- | --------- |
| Leopoldo M. Rubio    | 21        |
| Andres G. La Calle   | 11        |
| José M. Fernandez    | 10        |
| Emilio R. Bravo      | 10        |
| Miguel Z. Martinez   | 10        |
| José Falcó Sanmartín | 8         |

##### Volontaires soviétiques
| Nom                | Victoires |
| ------------------ | --------- |
| Anatoli K. Serov   | 16        |
| Pavel K. Rychagov  | 15        |
| Ivan T. Yeremenko  | 14        |
| Vladimir I. Bobrov | 13        |
| Ivan A. Lakeiev    | 12        |

#### As nationalistes

##### As espagnols nationalistes
| Nom                      | Victoires |
| ------------------------ | --------- |
| Joaquín García Morato    | 40        |
| Julio S. Benjumea        | 25        |
| Manuel V. Sagaztizobal   | 21        |
| Aristides G. Lopez       | 17        |
| Angel S. Larrazabal (es) | 16        |

##### Volontaires allemands - Légion Condor
| Nom                 | Victoires |
| ------------------- | --------- |
| Werner Mölders      | 14        |
| Wolfgang Schellmann | 12        |
| Haro Harder         | 11        |
| Peter Boddem        | 10        |
| Walter Oesau        | 9         |

##### Volontaires italiens
| Nom                   | Victoires |
| --------------------- | --------- |
| Mario Bonzano (it)    | 15        |
| Adriano Mantelli (en) | 15        |
| Corrado Ricci         | 12        |
| Guido Nobili          | 10        |

### Guerre sino-japonaise (1937-1941)

#### As japonais
| Nom               | Victoires |
| ----------------- | --------- |
| Tetsuzo Iwamoto   | 14        |
| Toshio Kuroiwa    | 13        |
| Watari Handa (en) | 13        |
| Kiyoto Koga (pl)  | 13        |
| Kuniyoshi Tanaka  | 12        |
| Tateo Katō        | 9         |
| Nangō Mochifumi   | 8         |

#### As chinois
| Nom          | Victoires |
| ------------ | --------- |
| Kwai Tan Li  | 12        |
| Tsui Kan Liu | 11        |
| Chu Lo       | 11        |
| Gao Zhihang  | 4         |

#### Volontaires soviétiques
| Nom               | Victoires |
| ----------------- | --------- |
| Piotr Kozatchenko | 11        |
| Stepan Souproun   | 8         |

### Combats de Khalkin-Gol (1939)

#### As japonais
| Nom                 | Victoires | Remarques                |
| ------------------- | --------- | ------------------------ |
| Hiromichi Shinohara | 58        | Tué le 27 août 1939      |
| Mitsuyoshi Tarui    | 28        | Tué le 6 février 1945    |
| Kenji Shimada       | 27        |                          |
| Tomio Hanada        | 25        |                          |
| Shogo Saito         | 25        | Tué le 21 septembre 1944 |

#### As soviétiques
| Nom                 | Victoires |
| ------------------- | --------- |
| Grigori Kravtchenko | 12        |
| Arseni Vorojeïkine  | 6         |

## As de la Seconde Guerre mondiale (1939-1945)

### Nations de l'Axe

#### As allemands
Les as allemands atteignent des scores très élevés pour des raisons de tactique. Les avions de chasse volaient en solo ou en escadrilles peu nombreuses, surtout sur le front de l'Est, et recherchaient en priorité le combat contre des appareils adverses. De plus, contrairement aux Alliés dont le nombre de missions était limité et prédéfini, les pilotes allemands volèrent pendant plusieurs années consécutives, accumulant expérience et combats.
Les Alliés envoyaient les pilotes expérimentés au repos après un « tour d'opération ». Il consistait le plus souvent à revenir dans les écoles et former une nouvelle promotion. La méthode économisait les hommes et diminuait les pertes globales, mais limitait le score des meilleurs. La méthode de l'Axe privilégiait le maintien au front des meilleurs pilotes, leur permettant d'atteindre des scores élevés, mais au prix de la vie de l'immense majorité des pilotes.
D'autre part, beaucoup de ces victoires ont été obtenues sur le front de l'Est avant que l'Armée rouge ne se dote d'appareils récents et de pilotes bien mieux formés que les Allemands. La différence de victoires était telle qu'un pilote allemand pouvait obtenir en un jour un nombre de victoires équivalant à ce que pouvait obtenir un pilote allié durant toute la guerre. Par vingt-cinq fois au moins, quinze as de la Luftwaffe revendiquèrent entre dix et dix-huit succès en une seule journée.
Les cinq plus grands as allemands de la Seconde Guerre mondiale sont les cinq premiers noms de la liste ci-dessous. Les autres noms sont notés pour les remarques mais ne sont pas à la suite immédiate. Il y a en effet 105 as allemands ayant plus de 100 victoires à leur actif. Ces 105 plus grands as allemands totalisent plus de 15 000 victoires.
| Nom                    | Grade           | Missions | Victoires | Remarques |
| ---------------------- | --------------- | -------- | --------- | --- |
| Erich Hartmann         | Major           | 1 400    | 352       | Plus grand as allemand et mondial. |
| Gerhard Barkhorn       | Major           | 1 104    | 301       | |
| Günther Rall           | Major           | 621      | 275       | |
| Otto Kittel            | Oberleutnant    | 583      | 267       | Tué le 14 février 1945 |
| Walter Nowotny         | Major           | 442      | 258       | Tué le 8 novembre 1944 |
| Erich Rudorffer        | Major           | 1 000    | 222       | Dernier des as allemands (mort en 2016) |
| Walter Krupinski       | Hauptmann       | 1 100    | 197       | |
| Hans-Joachim Marseille | Hauptmann       | 388      | 158       | Il est considéré comme étant le principal as allemand de l'Afrika Korps. Mort en s'éjectant le 30 septembre 1942 . |
| Werner Mölders         | Oberst          | 430      | 115       | Le 5 juin 1940, Mölders, abattu par le pilote français René Pomier Layrargues sur Dewoitine D 520, est fait prisonnier par l'armée française. Après la capitulation de la France le 30 juin 1940, Mölders et ses camarades rejoignent leurs unités. Il devient inspecteur général de la chasse. Premier officier et militaire de toute l'armée allemande à avoir reçu les « brillants ». Mort dans un accident d'avion le 22 novembre 1941 . Les titulaires de cette très haute distinction ne seront que 27 à la fin de la guerre. |
| Adolf Galland          | Generalleutnant | 705      | 104       | Commandant de la chasse allemande à partir de 1942. |
| Franz Beyer            | Major           |          | 81        | Commandant du V./JG 3. Tué le 11 février 1944 |
| Erbo von Kageneck      | Hauptmann       |          | 67        | Touché par un Spitfire britannique au-dessus de Tobrouk (décembre 1941), il est blessé et mortellement contaminé par une balle traçante au phosphore. Son vainqueur est l'as no 1 australien Clive Caldwell. |
| Hans-Joachim Jabs      | Oberstleutnant  | 510      | 50        | Bataille de France, d'Angleterre, de Crête et défense de Berlin. |
| Franz von Werra        | Hauptmann       |          | 21        | Seul prisonnier des Britanniques à avoir réussi à rentrer en Allemagne après s'être évadé. Mort des suites d'une panne moteur de son avion le 25 octobre 1941 . |
| Hans-Ulrich Rudel      | Oberst          | 2 530    | 9         | Toute sa carrière a été accomplie non pas dans la chasse mais dans le bombardement en piqué, sur Junkers Ju 87 « Stuka ». Seulement neuf avions abattus mais 2 000 cibles au sol revendiquées, dont 519 chars, un cuirassé, deux croiseurs, un destroyer. Militaire allemand le plus décoré de la 2e Guerre mondiale. |

#### As italiens
| Nom               | Victoires |
| ----------------- | --------- |
| Franco Lucchini   | 26        |
| Teresio Martinoli | 23        |
| Leonardo Ferrulli | 22        |
| Franco Bordoni    | 19        |
| Mario Visintini   | 16        |

#### As japonais

##### As de l'Aéronavale
| Nom                 | Victoires | Remarques              |
| ------------------- | --------- | ---------------------- |
| Hiroyoshi Nishizawa | 104       | Tué le 26 octobre 1944 |
| Tetsuzō Iwamoto     | 80+       |                        |
| Shoichi Sugita      | 70+       | Tué le 15 avril 1945   |
| Saburō Sakai        | 64        |                        |
| Takeo Okumura       | 54        |                        |

##### As de l'Armée
| Nom                 | Victoires |
| ------------------- | --------- |
| Satoru Anabuki      | 51        |
| Isamu Sasaki        | 38        |
| Yasuhiko Kuroe (ja) | 30        |
| Goichi Sumino       | 27        |
| Moritsugu Kanai     | 27        |

#### As finlandais
| Nom                 | Victoires |
| ------------------- | --------- |
| Ilmari Juutilainen  | 94        |
| Hans Wind           | 78        |
| Eino Luukkanen (en) | 56        |
| Uhro Lehtovara      | 44        |
| Oiva Tuominen (en)  | 44        |
| Olli Puhakka        | 42        |
| Olavi Puro          | 36        |
| Nills Tronti        | 7         |

#### As hongrois
| Nom                     | Grade     | Victoires |
| ----------------------- | --------- | --------- |
| Deszö Szentgyörgyi (en) |           | 33        |
| György Debrödy          | Capitaine | 26        |
| Laszlo Molnar           |           | 25        |
| Lajos Toth              |           | 24        |
| Miklos Kenyeres         |           | 19        |

#### As roumains
| Nom                         | Victoires |
| --------------------------- | --------- |
| Alexandru Serbanescu (en)   | 44        |
| Constantin Cantacuzino (en) | 43        |
| Ion Milu                    | 33        |
| Ioan Mucenica               | 22        |
| Christea Chirvasuta         | 18        |

#### As slovaques
| Nom                    | Victoires |
| ---------------------- | --------- |
| Jan Gerthofer (sk)     | 33        |
| Jan Reznak (pl)        | 32        |
| Izidor Kovarik (cs)    | 29        |
| Stefan Martis          | 19        |
| Frantisek Cyprich (sk) | 15        |

#### As espagnols - Division Azul
| Nom                      | Victoires |
| ------------------------ | --------- |
| Gonzalo Hevia-Quinones   | 12        |
| Mariano Cuadro-Medina    | 11        |
| J.R. Ponce de Leon       | 9         |
| Fernando Courtoy         | 8         |
| Vincente Aldecoa-Lecanda | 7         |

#### As croates
| Nom               | Victoires |
| ----------------- | --------- |
| Mato Dukovac (en) | 44        |
| Cvitan Galic (en) | 38        |
| Dragutin Ivanic   | 18        |
| Ljudevit Bencetic | 16        |
| Franjo Dzal (en)  | 16        |

#### As bulgares
| Nom                  | Victoires |
| -------------------- | --------- |
| Stoyan Stoyanov (en) | 5         |
| Petr Botchev         | 5         |

### Nations alliées

#### As du Commonwealth
| Nom                               | Nationalité  | Victoires |
| --------------------------------- | ------------ | --------- |
| Marmaduke St.John Pattle          | sud-africain | 51        |
| Johnnie Johnson                   | britannique  | 38        |
| William Vale                      | britannique  | 32        |
| George Beurling                   | canadien     | 31        |
| Adolph 'Sailor' Malan             | sud-africain | 31        |
| Paddy Finucane                    | irlandais    | 30        |
| Robert Stanford Tuck              | britannique  | 29        |
| Clive Robertson 'Killer' Caldwell | australien   | 28 ½      |
| Douglas Bader                     | britannique  | 22        |
| Paterson Clarence Hughes          | australien   | 17        |
| Russell Foskett                   | Australien   | 6 ½       |

#### As américains

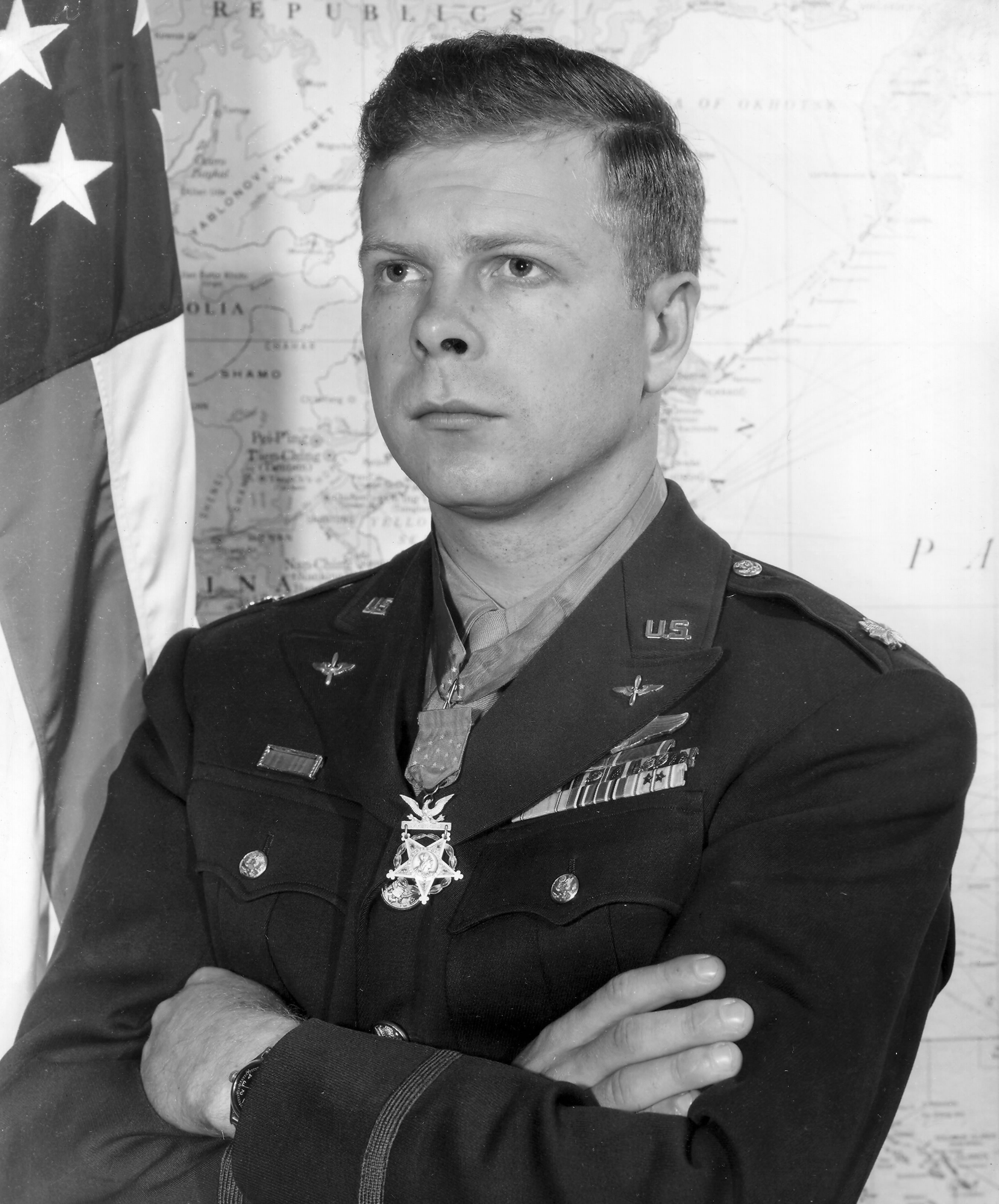
Richard Bong.

Les pilotes américains sont issus de trois corps d'armée : US Army Air Force, United States Navy, US Marine Corps. Certains pilotes américains ont volé dans des unités de la Royal Air Force. Les deux premiers as américains le sont devenus sur P-38, alors que tous les chasseurs bimoteurs de la guerre ont été considérés comme nettement inférieurs aux monomoteurs pour le combat aérien proprement dit.
| Nom                    | Victoires | Armées |
| ---------------------- | --------- | --- |
| Richard Bong           | 40        | US Army Air Force (5th USAAF - front du Pacifique, sur P-38 Lightning). Tué en service aérien commandé le 6 août 1945, jour du bombardement atomique de Hiroshima.                                                     |
| Thomas McGuire         | 38        | US Army Air Force (5th USAAF - front du Pacifique, sur P-38 Lightning). Principal rival de Richard Bong, pour la course aux victoires. Surnom : « Deux derrière ».                                                     |
| David McCampbell       | 34        | US Navy |
| Francis Gabreski       | 28        | US Army Air Force - front européen, sur Republic P-47 Thunderbolt. |
| Gregory Boyington      | 28        | US Marine Corps. Ancien de l'American Volunteer Group (AVG) en Chine (surnommée « Tigres volants »). Chef de l'escadrille VMF-214 Baa Baa Black Sheep, en français « Les Têtes brûlées ». Décoré de la Medal of Honor. |
| Robert S. Johnson      | 28        | US Army Air Force |
| Charles Mac Donald     | 26        | US Army Air Force |
| Joseph Foss            | 26        | US Marine Corps |
| John Meyer             | 24        | US Army Air Force |
| Alexander Vraciu       | 19        | US Navy |
| Leonard « KIT » Carson | 18 ½      | 8th Air Force - 357th Fighter Group - « Nooky Booty IV » (en) |
| David Lee « Tex » Hill | 18        | American Volunteer Group « Flying Tigers » (Tigres volants de C. L. Chennault) pour 12,25 victoires, puis US Army Air Force (14th USAAF) pour six victoires                                                            |
| Robert Lee Scott, Jr.  | 13        | US Army Air Force (14th USAAF) en Birmanie. Devise : « Dieu est mon copilote ». Surnom : « L'homme escadrille ». |

#### As français
Les pilotes français ont servi dans plusieurs unités : RAF (Royal Air Force) en Grande-Bretagne, Normandie-Niemen (Régiment Normandie-Niémen : régiment mixte franco-russe) en Russie et les Forces aériennes françaises libres (FAFL) en Afrique du Nord puis en Europe.
| Nom                    | Grade              | Victoires |
| ---------------------- | ------------------ | --------- |
| Pierre Clostermann     | Capitaine          | 33        |
| Marcel Albert          | Capitaine          | 23        |
| Jean Demozay           | Lieutenant-colonel | 21        |
| Edmond Marin la Meslée | Commandant         | 20        |
| Pierre Le Gloan        | Lieutenant         | 21        |
| Michel Dorance         | Capitaine          | 18        |
| Roger Sauvage          | Lieutenant         | 16        |
| Louis Delfino          | Lieutenant-colonel | 16        |
| Roland de La Poype     | Capitaine          | 16        |
| Jacques André          | Sous-lieutenant    | 16        |
| Albert Littolff        | Capitaine          | 15        |
| Camille Plubeau        | Sous-lieutenant    | 14        |
| Léon Cuffaut           | Capitaine          | 13        |
| Georges Lemare         | Sous-lieutenant    | 13        |
| Marcel Perrin          | Sous-lieutenant    | 13        |
| Roger Marchi           | Lieutenant         | 13        |
| Jacques Andrieux       | Lieutenant         | 12        |
| Jean Accart            | Capitaine          | 12        |
| Marcel Lefèvre         | Lieutenant         | 11        |
| Joseph Risso           | Lieutenant         | 11        |
| René Lucien Martin     | Lieutenant         | 11        |
| Gabriel Gauthier       | Lieutenant         | 10        |
| Maurice Challe         | Sous-lieutenant    | 10        |
| Robert Castin          | Lieutenant         | 10        |
| Albert Durand          | Sous-lieutenant    | 10        |
| François Warnier       | Sergent            | 8         |
| Charles Chesnais       | Lieutenant         | 7         |
| James Denis            | Sous-lieutenant    | 6         |

#### As soviétiques
Les as soviétiques sont surnommés les « Faucons ». Ils atteignent des scores moins élevés que leurs adversaires allemands notamment pour des raisons de tactique, l'armée de l'air soviétique escortant des convois, ou faisant de l'appui au sol. Les pilotes de chasse n'avaient pas pour mission de rechercher le combat à tout prix. De plus, l'aviation de chasse soviétique était beaucoup plus nombreuse que l'aviation allemande (donc beaucoup de chasseurs pour peu de cibles). Sur la durée cependant, les scores russes de la seconde guerre furent les plus hauts des forces alliées (en moyenne deux fois plus élevés).
L'Union Soviétique fut la première nation à inclure du personnel féminin parmi ses pilotes.
| Nom                               | Victoires | Remarques                                                                                         |
| --------------------------------- | --------- | ------------------------------------------------------------------------------------------------- |
| Ivan Nikitovitch Kojiédoub        | 62        | seul pilote soviétique à avoir abattu un Messerschmitt Me 262                                     |
| Alexandre Pokrychkine             | 59        | plus six victoires partagées et seize probables                                                   |
| Nikolaï Goulaïev                  | 57        | plus trois victoires partagées                                                                    |
| Grigori Retchkalov                | 56        | plus trois victoires partagées et cinq non homologuées                                            |
| Kirill Alekseïevitch Ievstigneïev | 53        | plus trois victoires partagées                                                                    |
| Arseni Vassilievitch Vorojeïkine  | 51        | incluant six victoires en Mandchourie ; quatorze victoires partagées (dont treize en Mandchourie) |
| Dmitri Borissovitch Glinka        | 50        | frère cadet de Boris Borissovitch Glinka (trente victoires)                                       |
| Lidia Litviak                     | 12        | plus quatre victoires en collaboration ; tuée en août 1943                                        |
| Iekaterina Boudanova              | 11        | tuée en juillet 1943                                                                              |

#### As polonais

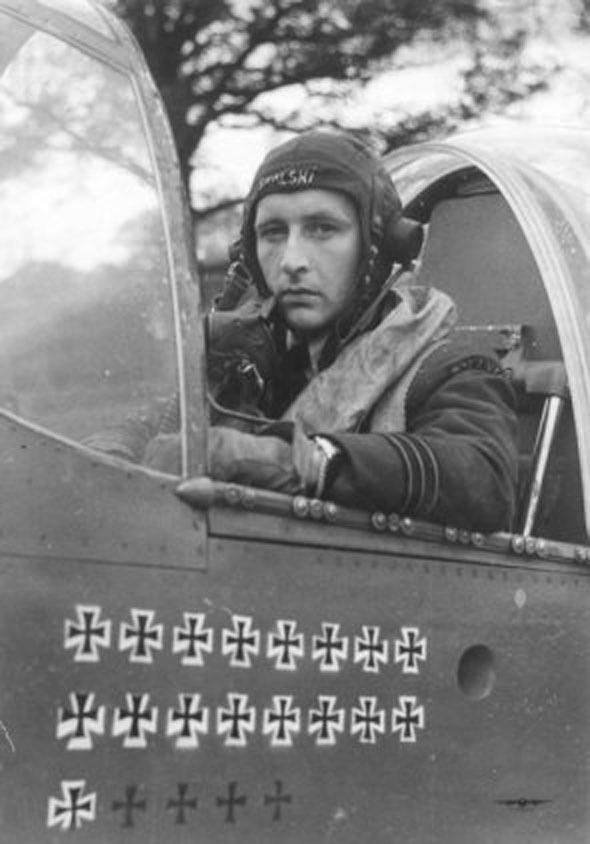
Stanislas Skalski avec ses nombreuses marques de victoires peintes sur la carlingue de son avion.

| Nom                    | Victoires |
| ---------------------- | --------- |
| Stanislas Skalski      | 21+       |
| B.M. Gladych           | 18        |
| Witold Urbanowicz      | 18        |
| Eugeniusz Horbaczewski | 16        |
| Jean Zumbach           | 12 ½      |
| Witold Łokuciewski     | 8         |
| Mirosław Ferić         | 9,33      |
| Zdzisław Henneberg     | 8 ½       |
| Aleksander Gabszewicz  | 9 ½       |
| Michał Maciejowski     | 9 ½       |
| Henryk Szczęsny        | 9,33      |
| Aleksander Chudek      | 9         |
| Jan Falkowski          | 9         |
| Stanisław Brzeski      | 8 ½       |
| Wacław Król            | 8 ½       |
| Antoni Głowacki        | 8,33      |
| Eugeniusz Szaposznikow | 8,33      |
| Adolf Pietrasiak       | 8,10      |
| Józef Jeka             | 7 ½       |
| Bolesław Drobiński     | 7         |
| Marian Bełc            | 7         |
| Stanisław Karubin      | 7         |
| Karol Pniak            | 6,75      |
| Marian Pisarek         | 12        |
| Stefan Witorzeńć       | 5 ½       |
| Franciszek Surma       | 5         |
| Henryk Pietrzak        | 7 ½       |
| Ludwik Paszkiewicz     | 6         |
| Stefan Janus           | 6         |
| Kazimierz Rutkowski    | 5 ½       |

#### As belges
Les as belges ont obtenu la majorité de leurs victoires en servant dans la RAF britannique, l'aviation belge de 1940 n'ayant pu opposer qu'une résistance limitée face à la Luftwaffe.
| Nom                           | Victoires |
| ----------------------------- | --------- |
| Victor Ortmans                | 8         |
| Yvan du Monceau de Bergendael | 8         |
| Charles Detal                 | 7         |
| Jean Offenberg                | 7         |
| Raymond Lallemant             | 5 ½       |

#### As tchécoslovaques
| Nom                 | Victoires |
| ------------------- | --------- |
| Karel Kuttelwascher | 20        |
| Josef Frantisek     | 17        |
| Aloïs Vasatko       | 14        |
| Otto Smik (hu)      | 13        |
| Miroslav Mansfeld   | 12        |

Josef František a combattu avec les Polonais au sein de la 303e escadrille de chasse polonaise de la RAF.

#### As norvégiens
| Nom                  | Victoires |
| -------------------- | --------- |
| Svein Heglund        | 16        |
| Helmer Grund-Spang   | 11        |
| Werner Christie (en) | 10        |
| Martin Gran (no)     | 10        |
| Marilus Eriksen      | 9         |

#### As danois
| Nom               | Victoires |
| ----------------- | --------- |
| Kaj Birksted (en) | 10 ½      |

#### As chinois
| Nom               | Victoires |
| ----------------- | --------- |
| Kwei-Tan Li       | 12        |
| Chu Lo            | 11        |
| Chi-Sun Liu       | 9         |
| Wang Guangfu (ja) | 8 ½       |
| Wu-Xin Gao        | 8         |

## As de la guerre froide (1946-1990)

### As de la guerre de Corée (1950-1954)

#### As américains
| Nom                   | Victoires |
| --------------------- | --------- |
| Joseph McConnell (en) | 16        |
| James Jabara (en)     | 15        |
| Manuel Fernandez      | 14 ½      |
| George Davis          | 14        |
| Royal Baker (en)      | 13        |
| Francis Gabreski      | 6 ½       |

#### As soviétiques
| Nom                                     | Victoires |
| --------------------------------------- | --------- |
| Ievgueni Pepeliaïev (Evgueni Pepelayev) | 23        |
| Nikolai Sutyagin (en)                   | 21        |
| Dimitri Oshkin                          | 15        |
| Lev Shchukin                            | 15        |
| Alexandr Smurchkov                      | 15        |

#### As chinois
| Nom            | Victoires |
| -------------- | --------- |
| Ven Dun        | 10        |
| Chao Bao Tun   | 9         |
| Van-Khaya Noak | 9         |
| Hai Van        | 9         |
| Min Lu         | 8         |
| Fan Van Chou   | 8         |
| Van Chou Fan   | 8         |

#### As nord-coréens
| Nom           | Victoires |
| ------------- | --------- |
| Gi Ok Kim     | 9         |
| Dong Chu Li   | 9         |
| Jung Duk Kang | 8         |
| Di San Kim    | 6         |

### As du Moyen-Orient (1948-1982)

#### As israéliens
| Nom              | Victoires |
| ---------------- | --------- |
| Giora Epstein    | 17        |
| Iftach Spector   | 15        |
| Amir Nahumi (en) | 14        |
| Asher Snir       | 13 ½      |
| Abraham Salmon   | 13 ½      |
| Ran Ronen        | 7         |
| Giora Rome       | 5         |

#### As arabes
| Nom            | Nationalité | Victoires |
| -------------- | ----------- | --------- |
| Adeeb El-Gar   | Syrie       | 6         |
| Majad Halabi   | Syrie       | 6         |
| Majid Zugbi    | Syrie       | 6         |
| Djur Adib Adib | Syrie       | 5         |
| Ali Wajai      | Égypte      | 5         |

### As de la guerre du Viêt Nam

#### As américains
| Nom                       | Fonction   | Victoires |
| ------------------------- | ---------- | --------- |
| Charles B. DeBellevue     | Coéquipier | 6         |
| Steve Ritchie (en)        | Pilote     | 5         |
| Jeffrey Feinstein         | Coéquipier | 5         |
| Randy « Duke » Cunningham | Pilote     | 5         |
| Willie Driscoll           | Coéquipier | 5         |

#### As nord-vietnamiens
| Nom                 | Victoires |
| ------------------- | --------- |
| Nguyen Van Coc (en) | 9         |
| Mai Van Cuong (en)  | 8         |
| Pham Than Ngan      | 8         |
| Nguyen Hong Ni      | 8         |
| Nguyen Van Bay (en) | 7         |

### As de la guerre Iran-Irak (1980-1988)

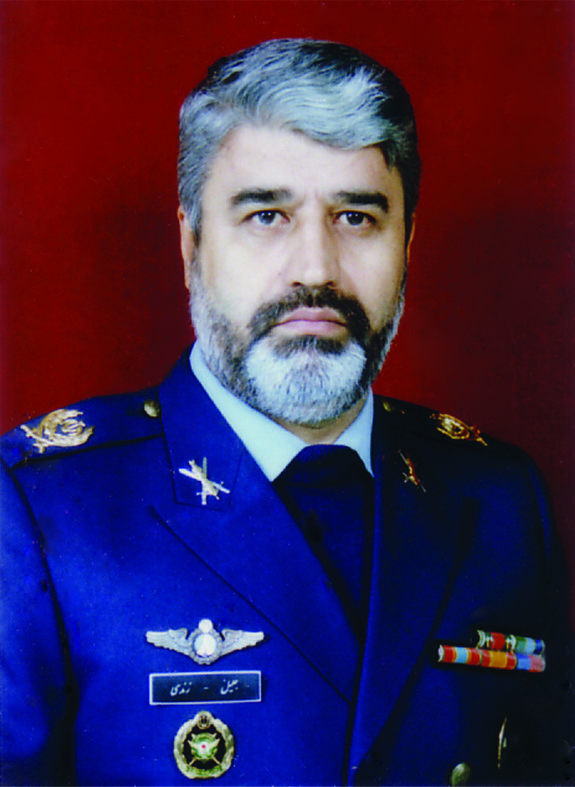
Jalil Zandi, Le pilote de chasse iranien ayant compté le plus de victoires en combat aérien, avec onze victoires.

#### As iraniens
| Nom                  | Victoires |
| -------------------- | --------- |
| Jalil Zandi          | 11        |
| Shahram Rostami      | 6         |
| Yadollah Sharifirad, | 5         |

## Dans la culture populaire
- Le groupe de heavy metal britannique Iron Maiden aborde ce thème dans la chanson Aces High sortie en 1984 dans l'album Powerslave.
- Le groupe de Power metal suédois Sabaton aborde le thème des aces polonais, tchécoslovaques et canadiens ayant combattu dans la RAF dans la chanson Aces in Exile sortie en 2010 dans l'album Coat of Arms.
- Dans le film Top Gun: Maverick, le capitaine de vaisseau Pete « Maverick » Mitchell devient un as de l'aviation après avoir abattu 3 MiG 28 dans le premier film et 2 appareils dans Top Gun: Maverick.